# ماثيو ويلكينسون (ممثل)
ماثيو ويلكينسون (بالإنجليزية: Mathew Wilkinson)‏ هو ممثل أسترالي، ولد في القرن 20.

## وصلات خارجية
- ماثيو ويلكينسون على موقع IMDb (الإنجليزية)
- ماثيو ويلكينسون على موقع ميوزك برينز (الإنجليزية)
- ماثيو ويلكينسون على موقع قاعدة بيانات الفيلم (الإنجليزية)